# Knut Abraham

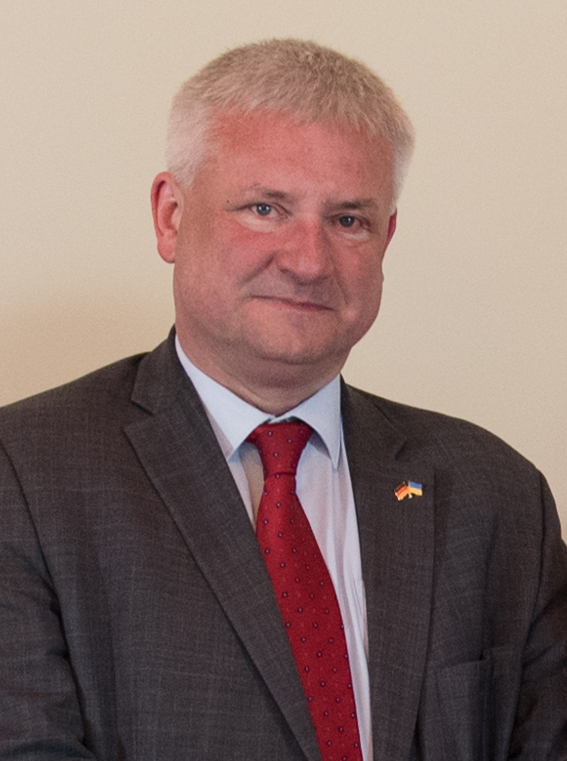
Knut Abraham (2022)

Knut Friedrich Alexander Abraham (* 4. Juni 1966 in Hamburg) ist ein deutscher Diplomat und Politiker (CDU). Seit 2021 ist er Mitglied des Deutschen Bundestages.

## Leben und Beruf

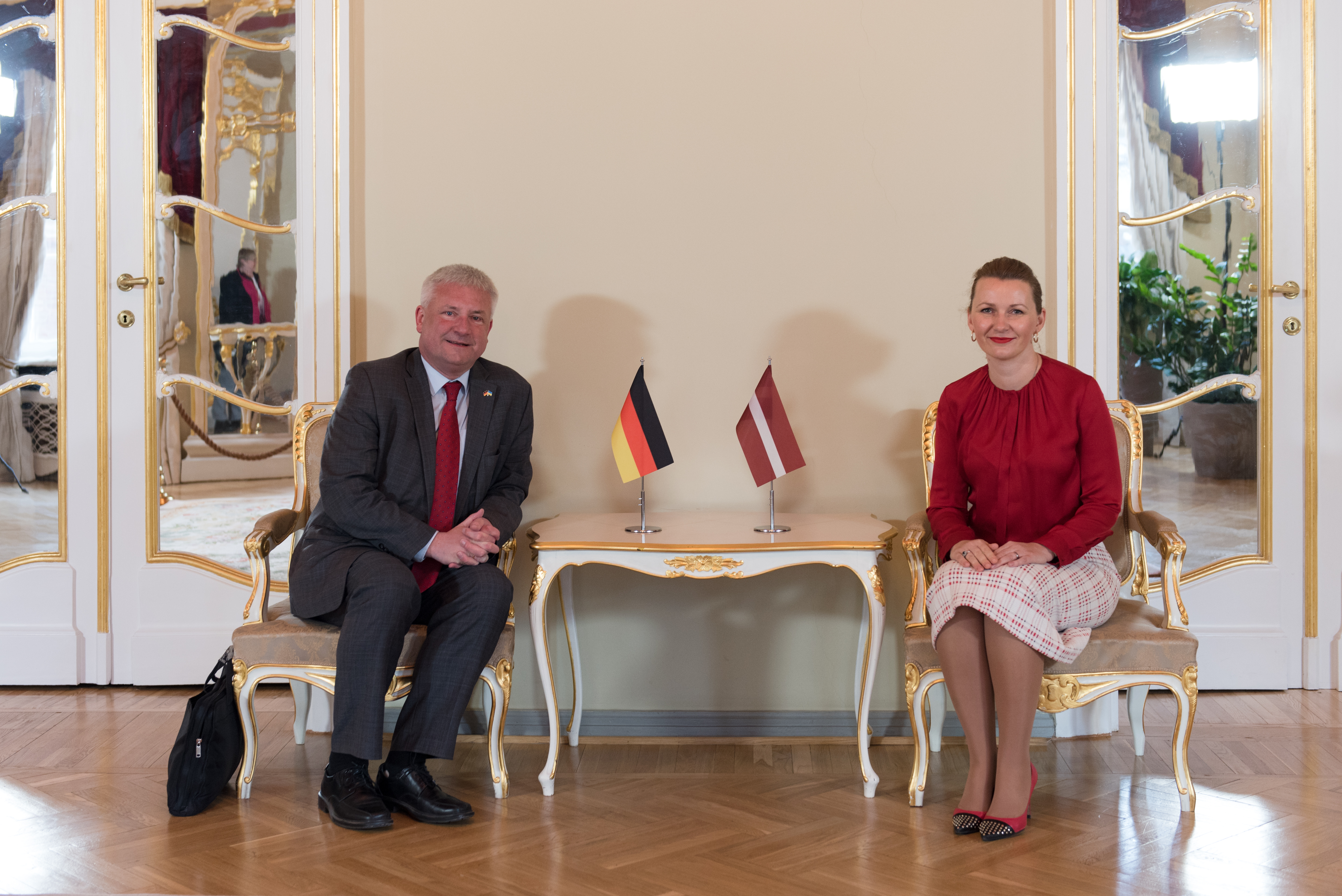
Knut Abraham (links), 2022

Knut Abraham wurde in Hamburg-Bergedorf geboren, lebt aber heute in Schönewalde im Ortsteil Dubro. Er hat fünf Kinder und ist seit 1996 mit seiner Frau Marion verheiratet. Er ist evangelisch-lutherischer Konfession.
Nach seinem Abitur am Hansa-Gymnasium Bergedorf im Jahre 1985 war er bis 1987 Zeitsoldat im integrierten Dienst der NATO in Brunssum. Anschließend studierte er Rechtswissenschaften an der Rheinischen Friedrich-Wilhelms-Universität Bonn und legte 1993 sein erstes juristisches Staatsexamen am Oberlandesgericht Düsseldorf ab. Nach einem Referendariat am Kammergericht Berlin legte er dort 1998 sein zweites juristisches Staatsexamen ab.
In der Zeit von 1987 bis 1996 war er Büroleiter des Europaabgeordneten Otto von Habsburg am Deutschen Bundestag in Bonn und Berlin. Zudem war er seit 1994 dessen parlamentarischer Assistent am Europäischen Parlament in Brüssel.
Nach dem Vorbereitungsdienst für den höheren Auswärtigen Dienst in der Aus- und Fortbildungsstätte des Auswärtigen Amtes und Ablegung der Laufbahnprüfung war er an der Botschaft Helsinki, Finnland, tätig. Von 2000 bis 2003 war als Legationsrat 1. Klasse Referent für Pressearbeit, Kultur und Wirtschaftliche Zusammenarbeit an der Botschaft Sofia, Bulgarien. Danach wechselte er bis 2005 als Referent im NATO-Referat in das Auswärtige Amt. Im Anschluss war er Referent im Parlaments- und Kabinettsreferat der Zentrale des Auswärtigen Amts und ging im Juli 2006 als stellvertretender Leiter des Referats für Globale Fragen in das Bundeskanzleramt.
2011 wurde er Leiter des Rechts- und Konsularreferats an der Botschaft Washington, Vereinigte Staaten. In dieser Zeit besuchte er in seiner dienstlichen Funktion auch regelmäßig den langjährig in den USA inhaftierten deutschen Staatsbürger Jens Söring.
Im Jahr 2015 wechselte er als Leiter des Referats für die bilateralen Beziehungen zu den Staaten Mittel-, Ost- und Südosteuropas sowie zu Zentralasien und zum Südkaukasus zurück in das Bundeskanzleramt. Von 2018 bis 2021 war er Gesandter und ständiger Vertreter des Leiters der Botschaft Warschau.

## Politische Tätigkeiten
Abraham war Mitglied der Jungen Union, bevor er 1985 der CDU beitrat.
Seit 2008 ist er Mitglied des Kreisvorstands der CDU Elbe-Elster. Im selben Jahr wurde er Vorsitzender des Landesfachausschusses für Bundes- und Europaangelegenheiten der CDU Brandenburg.
In den Jahren 2009, 2014 und 2019 kandidierte er erfolglos für das Europäische Parlament auf Listenplatz 3 der CDU Brandenburg.
Bei der Bundestagswahl 2021 kandidierte er für die CDU im Wahlkreis Elbe-Elster – Oberspreewald-Lausitz II sowie auf Platz 4 der brandenburgischen Landesliste. Über die Landesliste gelang ihm daraufhin der Einzug in den Deutschen Bundestag. Im Wahlkreis erreichte er mit 16,2 % der Erststimmen nur den dritten Platz. Im Bundestag ist er ordentliches Mitglied im Auswärtigen Ausschuss mit Berichterstattungen zu Mittel- und Osteuropa, Nordeuropa sowie zur Arktis und im Ausschuss für Menschenrechte und humanitäre Hilfe, wo er die Funktion des Obmanns seiner CDU/CSU-Bundestagsfraktion ausübt. Zudem ist er stellvertretendes Mitglied im Ausschuss für die Angelegenheiten der Europäischen Union und ordentliches Mitglied in der Parlamentarischen Versammlung des Europarates.
2025 kandidierte er im Bundestagswahlkreis Elbe-Elster – Oberspreewald-Lausitz und zog über die CDU-Landesliste Brandenburg in den 21. Deutschen Bundestag ein. Dort ist er ordentliches Mitglied im Auswärtiger Ausschuss, im Ausschuss für Menschenrechte und humanitäre Hilfe sowie stellvertretendes Mitglied im Ausschuss für die Angelegenheiten der Europäischen Union.
Am 28. Mai 2025 wurde Abraham zum „Koordinator für die deutsch-polnische zwischengesellschaftliche und grenznahe Zusammenarbeit“ (kurz „Polen-Beauftragter“ der Bundesregierung) ernannt.

## Ehrenamt und Mitgliedschaften
Als Jugendlicher hat sich Abraham bei der Jugendorganisation der Paneuropa-Union eingebracht und war von 1990 bis 1998 deren Bundesvorsitzender. Bis heute gehört er dem Präsidium der Paneuropa-Union Deutschland an.
Zudem ist er in der evangelisch-lutherische Kirche St. Laurentius in Dubro engagiert und deren Kirchenältester.
Abraham ist Vorstandsmitglied der privaten Stiftung Verbundenheit mit den Deutschen im Ausland. Die Stiftung dient Pflege der deutschen Sprache und Kultur im Ausland.
Außerdem ist er Mitglied der überparteilichen Europa-Union Deutschland, die sich für ein föderales Europa und den europäischen Einigungsprozess einsetzt.
Mitglied des Kuratoriums des Deutsch-Bulgarischen Forums.
Mitglied des Kuratoriums des Deutschen Polen-Instituts.
Mitglied des Kuratoriums der Stiftung Genshagen.
Mitglied des European Council on Foreign Relations.

## Ehrungen und Auszeichnungen
Ehrenmedaille der Bundeswehr